# Philadelphia 76ers
Philadelphia 76ers (även kallade Sixers) är en amerikansk basketorganisation vars lag är baserat i Philadelphia i Pennsylvania och spelar i NBA. Laget bildades som Syracuse Nationals år 1946 i Syracuse i delstaten New York och har spelat i NBA sedan säsongen 1949/1950. År 1963 bytte laget namn till Philadelphia 76ers, efter år 1776, då USA:s självständighetsförklaring ratificerades i Philadelphia.

## Historia
Allting startade 1939 då Syracuse Reds grundades i New York. 1946 ändrades namnet till Syracuse Nationals samtidigt som laget gick med i National Basketball League (NBL), och var då det östligaste laget av alla då de flesta lag kom ifrån västra delen av USA. År 1949 slogs NBL ihop med Basketball Association of America (BBA) och bildade National Basketball Association (NBA). Syracuse Nationals var då ett av sex NBL-lag som fortsatte spela i den nybildade ligan NBA istället.

### Flytten till Philadelphia
I början av 1960-talet flyttade lagen i mellanvästern till större städer. Syracuse var det sista laget i en mellanstor stad. Tidningsmagnaten Irv Kosloff köpte klubben från dåvarande ägaren och grundaren Daniel Biasone. Kosloff flyttade då också klubben till storstaden Philadelphia år 1963. Då kom NBA-basketen tillbaka till Philadelphia efter att Philadelphia Warriors hade flyttats till San Francisco ett år tidigare. När laget flyttades ändrades också namnet till nuvarande 76ers efter året då USA:s självständighetsförklaring skrevs i Philadelphia, 1776. Journalisterna gav laget tidigt smeknamnet Sixers.
De första fyra åren i Philadelphia spelade de sina matcher i Philadelphia Arena och Civic Center-Convention Hall, och vid enstaka tillfällen i arenan vid University of Pennsylvania.

### Den oförglömliga säsongen 1966–1967
Säsongen 1966/1967 var en otrolig säsong för Philadelphia. Vid ett tillfälle hade laget vunnit 45 seriematcher och endast förlorat 4; säsongen totalt slutade på 68–13 vilket var rekord vid den tiden. Spelarna Wilt Chamberlain, Billy Cunningham, Hal Greer, Chet Walker och Lucious Jackson ledde Philadelphia till finalen i Eastern Conference. I den östra finalen skulle laget möta Boston Celtics som då hade vunnit NBA-titeln åtta år i rad. Laget vann fyra av fem matcher mot Boston och fansen ropade "Boston is dead" för att visa att Philadelphia hade brutit Bostons vinstsvit. I finalen mötte man det gamla Philadelphia-stationerade laget San Francisco Warriors, som inte hade en chans mot Philadelphia utan Philadelphia 76ers vann sin andra NBA-titel (den första sedan Syracuse Nationals titel från säsongen 1954/1955) efter 4–2 i matcher.

### 76ers fall
Säsongen 1967/1968 flyttade laget till den nya arenan The Spectrum för att kunna försvara sin vinst från säsongen innan. Man gick vidare till slutspel, och när det blev repris på finalen i den östra konferensen från året innan såg det från början ljust ut för Philadelphia som ledde med 3–1 i vinster. Efter det tog det tvärt stopp då egoismen tog över och Boston vann alla de tre återstående matcherna i bäst av sju-serien.
Det och försäljningen av stjärnan Wilt Chamberlain till Los Angeles Lakers ledde till en dramatisk nedgång för Philadelphia. Laget spelade mycket dåligt de följande säsongerna och kom aldrig längre än andra omgången de följande tre säsongerna. Katastrofen var ett faktum när laget säsongen 1972/1973 bara vann 9 matcher av 82 spelade. Av media fick laget namnet "Nine and 73-ers" efter antalet vinster (9) och förluster (73). Vid den tiden hade Philadelphia rekordet både för flest vinster (68 stycken från säsongen 1966/1967) och för flest förluster (73 stycken från 1972/1973) under en säsong.

## Arenor
- Syracuse Nationals

State Fair Coliseum (1949–1951)
War Memorial at Oncenter (tidigare känt som the Onondaga War Memorial) (1951–1963)
Philadelphia Civic Center och Philadelphia Arena (1963–1967)
- Philadelphia 76ers

Wachovia Spectrum (1967–1996)
Xfinity Mobile Arena (även känd som CoreStates Center, First Union Center, Wachovia Center och Wells Fargo Center) (1996–)

## Spelartruppen 2025/2026
Senast uppdaterad: 28 juli 2025.

Alla spelare som har kontrakt med Philadelphia 76ers. Spelarnas löner är i amerikanska dollar och är vad de skulle få ut om spelarna vore i NBA-truppen under hela säsongen.
| Nr                                |          | Namn             | Pos   | Lön 25/26   |        | Kontrakt | Kom till laget | Kom ifrån                 |
| --------------------------------- | -------- | ---------------- | ----- | ----------- | ------ | -------- | -------------- | ------------------------- |
| 0                                 | USA      | Tyrese Maxey     | PG/SG | $37 958 760 | [ 3 ]  | 2029     | 2020           | Kentucky Wildcats         |
| 1                                 | USA      | Andre Drummond   | C     | $5 000 000  | [ 4 ]  | 2026     | 2024           | Chicago Bulls             |
| 7                                 | USA      | Kyle Lowry       | PG    | $3 634 153  | [ 5 ]  | 2026     | 2024           | Miami Heat                |
| 8                                 | USA      | Paul George      | SF/SG | $51 666 090 | [ 6 ]  | 2028     | 2024           | Los Angeles Clippers      |
| 9                                 | USA      | Kelly Oubre Jr.  | SF    | $8 382 150  | [ 7 ]  | 2026     | 2023           | Charlotte Hornets         |
| 16                                | USA      | Lonnie Walker IV | SG    | $2 940 876  | [ 8 ]  | 2026     | 2025           | BC Žalgiris               |
| 19                                | USA      | Justin Edwards   | SF/SG | $2 048 494  | [ 9 ]  | 2028     | 2024           | Kentucky Wildcats         |
| 20                                | USA      | Jared McCain     | SG/SF | $4 121 360  | [ 10 ] | 2028     | 2024           | Duke Blue Devils          |
| 21                                | USA      | Joel Embiid      | C     | $55 224 526 | [ 11 ] | 2029     | 2014           | Kansas Jayhawks           |
| 23                                | Bahamas  | Eric Gordon      | PG/SG | $3 634 148  | [ 12 ] | 2026     | 2024           | Phoenix Suns              |
| 30                                | Turkiet  | Adem Bona        | PF/C  | $1 955 377  | [ 13 ] | 2028     | 2024           | UCLA Bruins               |
| --                                | Spanien  | Izan Almansa     | PF    | $1 272 868  | [ 14 ] | 2026     | 2025           | Perth Wildcats            |
| --                                | USA      | V.J. Edgecombe   | SG/SF | $11 108 856 | [ 15 ] | 2029     | 2025           | Baylor Bears              |
| --                                | Kroatien | Igor Miličić Jr. | PF    | $1 272 868  | [ 16 ] | 2026     | 2025           | Tennessee Volunteers      |
| --                                | USA      | Saint Thomas     | PF    | $1 272 868  | [ 17 ] | 2026     | 2025           | USC Trojans               |
| --                                | USA      | Trendon Watford  | SF/PF | $2 461 460  | [ 18 ] | 2027     | 2025           | Brooklyn Nets             |
| Tvåvägskontrakt                   |          |                  |       |             |        |          |                |                           |
| Nr                                |          | Namn             | Pos   | Lön 25/26   |        | Kontrakt | Kom till laget | Kom ifrån                 |
| --                                | USA      | Dominick Barlow  | PF/C  | $636 434    | [ 19 ] | 2026     | 2025           | Atlanta Hawks             |
| --                                | USA      | Hunter Sallis    | SG    | $636 434    | [ 20 ] | 2026     | 2025           | Wake Forest Demon Deacons |
| --                                | USA      | Jabari Walker    | PF    | $636 434    | [ 21 ] | 2026     | 2025           | Portland Trail Blazers    |
| Positioner: PG – SG – SF – PF – C |          |                  |       |             |        |          |                |                           |

### Spelargalleri

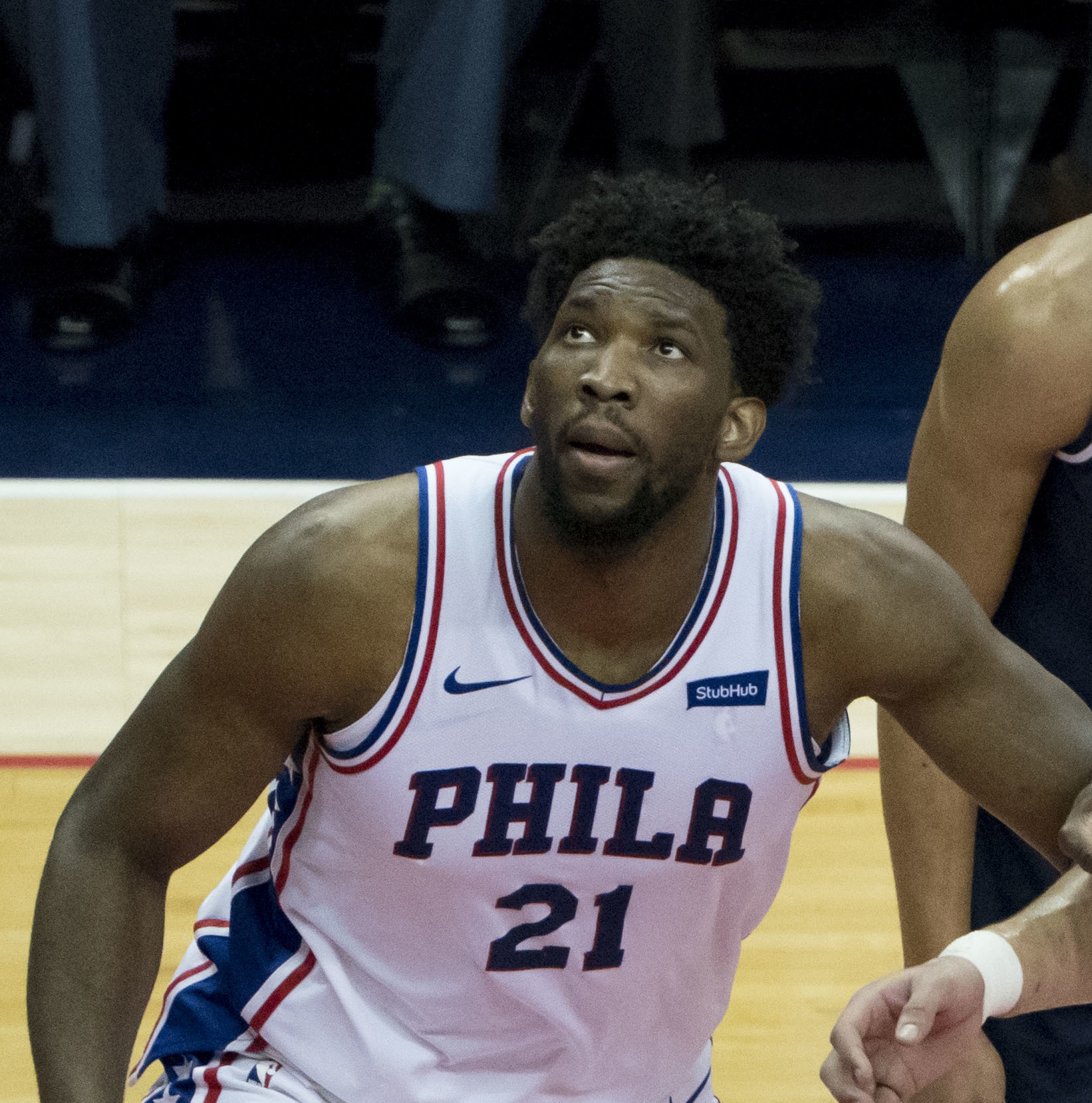
Joel Embiid